# Israel Bascón
Israel David Bascón Gigato (ur. 16 marca 1987 w Utrera) – hiszpański piłkarz występujący na pozycji pomocnika w Albacete Balompié.

## Statystyki klubowe
| Sezon   | Klub         | Kraj      | Liga               | Mecze | Bramki |
| ------- | ------------ | --------- | ------------------ | ----- | ------ |
| 2004/05 | Real Betis   | Hiszpania | Primera División   | 8     | 0      |
| 2005/06 | Real Betis   | Hiszpania | Primera División   | 8     | 0      |
| 2006/07 | Mérida       | Hiszpania | Segunda División B | 17    | 0      |
| 2007/08 | Real Betis B | Hiszpania | Segunda División B | 27    | 2      |
| 2008/09 | Real Betis B | Hiszpania | Segunda División B | 34    | 2      |
| 2009/10 | Real Betis B | Hiszpania | Segunda División B | 26    | 4      |
| 2009/10 | Real Betis   | Hiszpania | Segunda División   | 1     | 0      |
| 2010/11 | Real Betis   | Hiszpania | Segunda División   | 21    | 1      |
| 2011/12 | Xerez CD     | Hiszpania | Segunda División   | 29    | 2      |
| 2012/13 | Xerez CD     | Hiszpania | Segunda División   | 15    | 1      |
| 2013/14 | Real Betis   | Hiszpania | Segunda División B | 33    | 0      |
| 2014/15 | Real Betis   | Hiszpania | Segunda División   | 0     | 0      |
| 2015/16 | Real Betis   | Hiszpania | Segunda División   | 0     | 0      |

Stan na: 24 października 2015 r.